# Nikon D3500
Nikon D3500 — цифровой однообъективный зеркальный фотоаппарат начального уровня компании Nikon с  24.2-мегапиксельной КМОП-матрицы формата DX компании Nikon вышел 30 Августа, 2018. D3500 доступен с двумя видами объективов: с 18-55 мм за $499.95 или с 70-300mm за $849.95 на старте продаж. Эта модель сменила Nikon D3400.
В 2019 году D3500 получил награду TIPA в номинации Лучшая DSLR Camera.

## Характеристики
- КМОП-матрица формата DX размером 23,5 x 15,6 мм
- 24,2-мегапикселя
- Активный D-Lighting.
- Full HD и HD видео запись (до 60 кадров / с).
- До 5 кадров в секунду при непрерывной съемке.
- ISO чувствительность от 100 до 25 600.
- 11-точечный модуль 3D Tracking Multi-CAM 1000
- 3D Color Matrix Metering II (совместимо только с объективами типов G и E).
- Bluetooth-соединение, не оборудован Wi-Fi.
- Совместимо с приложением Nikon SnapBridge.

## Улучшение
Nikon D3500 является преемником Nikon D3400 (17 августа 2016)
- на 45 г легче (460 г против 415 г).
- Увеличенное время автономной работы (1200 снимков против 1500 снимков).
- новая раскладка кнопок[5][6]

## Примечание
1. ↑  The New Nikon D3500: Capture and Share Your Treasured Moments With the Lightest, Friendliest Nikon DSLR yet (англ.). www.nikonusa.com. Дата обращения: 9 сентября 2018. Архивировано 6 сентября 2018 года.
2. ↑  Nikon D3500 DSLR | Interchangeable Lens Camera (англ.). www.nikonusa.com. Дата обращения: 9 сентября 2018. Архивировано 16 ноября 2018 года.
3. ↑  Nikon D3500 DSLR | Interchangeable Lens Camera (англ.). www.nikonusa.com. Дата обращения: 9 сентября 2018. Архивировано 16 ноября 2018 года.
4. ↑  TIPA WORLD AWARDS 2019 BEST DSLR CAMERA Nikon D3500. Technical Image Press Association. Дата обращения: 11 июля 2019. Архивировано 30 сентября 2020 года.
5. ↑  Nikon D3500 Bundle. nikonbundle.com (сентябрь 2019). Дата обращения: 13 марта 2020. Архивировано 8 декабря 2019 года.
6. ↑  Nikon D3500 VS D3400. Imaging Resource (май 2017). Дата обращения: 13 марта 2020. Архивировано 8 декабря 2019 года.